# Loterías y Apuestas del Estado

Logo de l'entité de lotterie espagnole

Loterías y Apuestas del Estado (LAE) est une entité publique gestionnaire reliée au ministère de l'Économie et des Finances espagnol, à travers le secrétariat général du Budget et des Dépenses, auquel incombe la conduite stratégique, l'évaluation et le contrôle de l'efficacité.  
Cette entité se charge de la gestion, de l'exploitation et de la commercialisation de toute forme de loterie et de jeux d'importance à l'échelle nationale ou généralement qui surpasse l'échelle d'une communauté autonome et après les accords signés en 2020, entre les gouvernements espagnol et andorran, les actions ‘Loterias y Apuestas del Estado’ en la Principauté d'Andorre, qui fonctionnaient sans réglementation depuis des décennies en raison d'un vide juridique, ont été régularisés.
La LAE gère entre autres la Loterie de Noël, l'un des tirages de loterie les plus importants au monde en raison du montant financier à distribuer, dépassant les 2,5 milliards d'euros.